# Tropes vs. Women in Video Games
Tropes vs. Women in Video Games est une série vidéo YouTube créée par Anita Sarkeesian qui traite la représentation des genres dans les jeux vidéo. La série fait suite a une campagne de financement participatif sur Kickstarter qui a attiré l'attention du grand public, jusqu'à déclencher une vague de harcèlement en ligne contre Sarkeesian. Diffusée sur la chaîne Feminist Frequency entre mars 2013 et avril 2017, la série comporte dix-huit épisodes.
La série s'intéresse aux « tropes » (traduit en français par « figure narrative », « récurrence scénaristique » ou « artifice de fiction ») utilisés pour représenter les personnages féminins comme des intrigues. Anita Sarkeesian est d'avis que la plupart des jeux vidéo ont été pensé pour un public hétérosexuel masculin, notamment par l'objectification de personnages féminins. Elle met également en exergue des exemples de jeux vidéo où il est possible d'incarner des personnages féminins aux représentations plus complètes.

## Contexte
En 2009, Anita Sarkeesian a lancé son site Feminist Frequency avec la volonté de créer une critique des médias d'un point de vue féministe et accessible à la jeune génération. En 2011, elle a collaboré avec le magazine féministe Bitch pour créer une série de vidéos YouTube pour son site intitulée « Tropes vs. Women », qui analysait « les récurrences scénaristiques » du cinéma, de la télévision et d'autres médias populaires qui, selon elle, renforcent les stéréotypes sexistes sur les femmes,,. Après le succès de « Tropes vs. Women », Sarkeesian a développé le concept à travers plusieurs axes et thématiques. La vidéaste parle notamment de certaines « figures narratives » qui étaient particulièrement répandues dans les jeux vidéo, comme celle de la « Demoiselle en détresse ».
En mai 2012, Anita Sarkeesian a annoncé publiquement qu'elle financerait sa série « Tropes vs. Women in Video Games » via Kickstarter. Lancé le 17 mai 2012, avec un objectif initial de 6 000 $ afin de produire cinq vidéos d'une durée de 10 à 20 minutes, la campagne participative atteint son but en moins de 24 heures, ce qui amène la réalisatrice a réévaluer les paliers et permettre des versements supplémentaires,.
Le projet Kickstarter a également déclenché une campagne de harcèlement misogyne envers la vidéaste; menaces de mort et de viol, piratage de ses pages Web et de ses réseaux sociaux, création d'un jeu-vidéo à son encontre, vandalisme sur sa page Wikipédia et publication de commentaires désobligeants en ligne,,. Sa communauté a réagit avec des dons pour soutenir son projet Kickstarter. 
A sa clôture le 15 juin, la campagne KickStarter affiche 158 922 $ auprès de 6 968 donateurs, soit un montant bien plus élevé qu'a l'origine du projet,. La série de vidéos et sa couverture médiatique ont contribué à mettre en avant la question du sexisme omniprésent dans les jeux vidéo.

## Production et influence
Après la fin de la campagne Kickstarter, Anita Sarkeesian a décidé de produire une série basée sur le même concept. Elle écrit que le financement supplémentaire lui a permis « de développer le champ d'action, l'échelle et les moyens du projet ». En Janvier 2013, Anita Sarkeesian fait le lancement d'une page Tumblr intitulée « Bits of Tropes Vs. Women in Games » où l'on trouve des extraits de la première vidéo.
Les trois premières vidéos Tropes vs Women in Video Games, de la série : « Damsel in Distress », paraissent le 7 mars, 28 mai et 7 août 2013 . Elles sont scindées en parties : La première, pensée comme introduction à la thématique de la Demoiselle en détresse, que la vidéaste décrit comme « l'un des stéréotypes de genre le plus utilisé dans l'histoire vidéoludique ». La deuxième, sur les détournements de cette base scénaristique (particulièrement focalisés sur « la femme jetable, l'euthanasie et la femme dans le réfrigérateur »). La troisième tire une conclusion et propose des alternatives au modèle dominant : le renversement de rôle (nommé « Dude in Distress » dans cette vidéo), le « sexisme ironique » ou encore des jeux vidéo axés sur la déconstruction de ce modèle.
La deuxième vidéo a été brièvement retirée en raison d'un abus du système de signalements de YouTube, mais a été rapidement remise en ligne.
Cette analyse en trois parties donne suite le 18 novembre 2013 a un épisode nommé Ms. Male Character -Tropes vs Women, où la vidéaste introduit le Syndrome de la Schtroumpfette.
Un délai entre la fin du financement et la sortie du premier épisode a conduit certains critiques à remettre en cause l'utilisation de la somme d'argent obtenue, bien avant la parution de la première partie, ; le journaliste Jesse Singal qui investigue post-production pour le Boston Globe, écrit : « jusqu'à présent, elle semble avoir fait bon usage de l'argent », qu'il argumente par le format que prend la série, semblable au « journal télévisé du soir », et de « nombreuses sources visuelles de jeux vidéo utilisées ».
L'écrivaine Fruzsina Eördögh elle, propose alors de « rendre public les comptes financiers et leur devenir » à propos des 160 000$ restants sur la campagne Kickstarter, pour permettre ainsi « de faire tomber le seul point légitime » de ses critiques, mais aussi « d'aider les autres blogueuses vidéo à comprendre les coûts financiers d'une série vidéo à succès ».
En janvier 2015, la chaîne Feminist Frequency a publié dans un rapport de fin d'année qu'elle avait prévu de continuer la série « Tropes », notamment deux nouvelles séries vidéo qui mettrait en avant des représentations « positives » de femmes dans les jeux vidéo, mais aussi de représentations , tout en affirmant qu'elle n'avait publié que 6 des 12 vidéos initialement prévues à ce stade en raison d'engagements accrus en matière d'apparitions publiques et d'interaction avec les médias,.
La série s'est terminée avec son dernier épisode, The Lady Sidekick, publié le 27 avril 2017. Sarkeesian annonce que la chaîne Feminist Frequency est alors sur la production d'une autre série.
En 2019, Feminist Frequency crée une nouvelle série de trois épisodes qui examine cette fois la représentation des personnages LGBT dans les jeux vidéo. Elle est réalisée par Anita Sarkeesian et présentée par Carolyn Petit.
En 2022, Anita Sarkeesian estime que la série « a eu un impact essentiel et indéniable sur l'industrie du jeu vidéo » et déclare qu'il existe moins d'exemples évidents de sexisme dans les jeux vidéo.

## Réception

### Harcèlement et réponse
Dès son entrée en production, la série connaît un harcèlement continu; la deuxième vidéo de la série a été signalée massivement sur YouTube pour « contenir du contenu inapproprié », ce qui bloque son visionnage temporairement. Cependant, Anita Sarkeesian fait appel auprès de la plateforme, qui lève quelque temps après la restriction. En raison de ses expériences antérieures, la vidéaste décide de désactiver les commentaires et le compteur de notation de ses vidéos.
Après la sortie du sixième épisode en août 2014 sur la thématique des « femmes comme décoration d'arrière-plan » (Women as Background Decoration), le harcèlement a atteint de tels niveaux qu'elle déclare être chassée de chez elle pour cause de menaces. Sur Twitter, elle formule que : « Des menaces très effrayantes viennent d'être proférées contre moi et ma famille. Je contacte les autorités immédiatement », suivi plus tard d'un autre tweet : « Je suis en sécurité. Les autorités ont été prévenues. Je reste chez des amis ce soir. Je n'abandonne pas. Mais ce harcèlement des femmes dans le secteur des technologies doit cesser ! »,,,

### Accueil critique
Nate Carpenter a fait une critique positive de la vidéo Damsel in Distress dans la revue Women & Language, où il défend la série pour une critique des médias « accessible au grand public ». Par ailleurs, il a pointé quelques limites dans son « incapacité à analyser le milieu culturel qui perpétue des conventions narratives préjudiciables », mais il a globalement trouvé qu'il s'agissait d'un « point de départ intelligent, engageant et divertissant » pour les téléspectateurs intéressés par la sociologie des médias.
Chris Suellentrop du New York Times a qualifié en particulier le visionnage des quatre premières vidéos de la série « (d')essentiel pour quiconque s'intéresse aux jeux vidéo », et l'a amené plus tard à demander directement à Shigeru Miyamoto, designer de Nintendo, pourquoi il utilisait souvent le modèle de la « Demoiselle en détresse » dans ses jeux ; le designer a répondu qu'il « n'y a pas vraiment réfléchi au fil des années ». Jesse Singal du Boston Globe a écrit que la force des vidéos réside également dans « l'habileté d'Anita Sarkeesian à anticiper les réfutations », et a déclaré qu'un tel travail peut permettre d'inciter l'industrie à s'éloigner de modèles surutilisés. En 2013, le magazine Newsweek a nommé Anita Sarkeesian comme l'une de ses « 125 Femmes Influentes », et écrit que malgré le harcèlement, Damsel in Distress accumulait les éloges. 
Paul Dean d'IGN a décrit les vidéos comme une analyse du sexisme qui, bien que peut-être « difficile à admettre » pour certains joueurs, n'attaquait pas le jeu lui-même mais bien les histoires à narrations « décevantes » dans les jeux vidéo.
Maddy Myers de Paste a déclaré qu'Anita Sarkeesian a forcément donné du fil à retordre suite aux « attentes irréalistes et aux examens approfondis » auxquelles elle et d'autres critiques féminines de jeux vidéo ont fait face. Dans un article paru dans Entertainment Weekly, Joshua Rivera a déclaré que la série « illustre de manière détaillée » une certaine disposition à employer la violence envers les femmes comme raccourci narratif dans le monde vidéoludique, qu'il qualifie de « narration paresseuse », et conclut que le travail d'Anita Sarkeesian est précieux car « à mesure que les jeux vidéo mûrissent en média, ils doivent être soumis au type d'examens consciencieux auquel nous soumettons les autres formes d'art ». 
Le chroniqueur Neil Steinberg du Chicago Sun-Times a écrit que les agresseurs d'Anita Sarkeesian ont dissuadés efficacement toute critique légitime de son travail, car de nombreux critiques ont craint d'être harcelé à leur tour. Ian Bogost et Anna Anthropy ont également observé que les abus dirigés contre Anita Sarkeesian a rendu plus difficile la prise en compte de critiques légitimes sur son travail.
À propos de l'épisode Women as Background Decoration, Neil Steinberg met en avant un « manque de preuves » de la vidéaste lorsqu'il s'agit de critiquer la tendance des jeux vidéo à faciliter la violence envers les femmes, bien qu'il ait salué son activisme dans la lutte contre le sexisme.
Noah Berlatsky a écrit dans Newsweek que certaines travailleuses du sexe se sont opposées aux débats d'Anita Sarkeesian sur les représentations de leur industrie dans les jeux vidéo, en particulier son utilisation de la terminologie « prostituée » qui, selon elles, contribue à l'objectification qu'elle critique. Cathy Young a écrit pour RealClearPolitics que les vidéos Tropes vs. Women sont « pleines d'analyses sélectives et biaisées », qui déclinent les preuves pouvant mettre en cause ses arguments.
La série Tropes vs. Women a eu une influence sur la société de développement de jeux vidéo Arkane Studios : Anita Sarkeesian avance que les personnages féminins du jeu Dishonored sorti en 2012, correspondent à des archétypes. L'équipe du studio réagit d'abord sur la défensive, mais tire rapidement une liste ; elles sont servantes, prostituées, sorcières, reines, filles ou maîtresses dans le première opus, sans que cela ait été « intentionnellement sexiste » de la part du studio. En conséquence, l'équipe de développement a décidé d'élargir le rôle de l'ex-impératrice Emily Kaldwin, a un personnage principal jouable dans Dishonored 2.